# پروانه پتری
پروانه پتری (Philiris petriei) گونه‌ای پروانه است که در تیره پرنیان‌بالان قرار دارد. این گونه در بریتانیای نو و پاپوآ گینه نو زندگی می‌کند. طول بال‌های جلویی این پروانه ۱۷/۵ میلی‌متر است. پروانه پتری در سال ۲۰۱۴ میلادی توصیف علمی گردید.

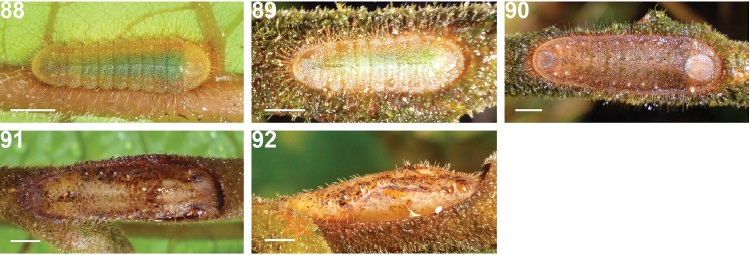
لارو و شفیره